# Ortodoxia radical
Ortodoxia radical é um movimento cristão pós-moderno fundado por John Milbank e outros, que tomaram seu nome do título de uma coleção de ensaios publicado por Routledge em 1999: Radical Orthodoxy, A New Theology, editado por John Milbank, Catherine Pickstock e Graham Ward. A ortodoxia radical inclui teólogos de várias igrejas.

## Textos chave
- Radical Orthodoxy: A New Theology, John Milbank, Catherine Pickstock, Graham Ward (eds). London: Routledge, 1999 - (ISBN 0-415-19699-X)
- Theology and Social Theory (2nd ed.), John Milbank. Oxford: Blackwell, 2006 - (ISBN 1-4051-3684-7)
- Being Reconciled, John Milbank. London: Routledge, 2003 - (ISBN 0-415-30525-X)
- Post-Secular Philosophy Phillip Blond. London: Routledge 1997 - ( ISBN 978-0415097789)
- Truth in Aquinas, John Milbank and Catherine Pickstock. London: Routledge, 2000 - (ISBN 0-415-23335-6)
- After Writing, Catherine Pickstock. Oxford: Blackwell, 1997 - (ISBN 0-631-20672-8)
- The Word Made Strange, John Milbank. Oxford: Blackwell, 1997 - (ISBN 0-631-20336-2)
- Radical Orthodoxy: A Critical Introduction, Steven Shakespeare. London: SPCK, 2007 - (ISBN 978-0-281-05837-2)

## Livros
- Radical Orthodoxy: A New Theology, John Milbank, Catherine Pickstock, Graham Ward (eds). London: Routledge, 1999 - (ISBN 0-415-19699-X)
- Truth in Aquinas, John Milbank and Catherine Pickstock. London: Routledge, 2000 - (ISBN 0-415-23335-6)
- Divine Economy: Theology and the Market, D. Stephen Long. London: Routledge, 2000 - (ISBN 0-415-22673-2)
- Cities of God, Graham Ward. London: Routledge, 2000 - (ISBN 0-415-20256-6)
- Liberation Theology After the End of History: The Refusal to Cease Suffering, Daniel M. Bell. London: Routledge, 2001 - (ISBN 0-415-24304-1)
- Genealogy of Nihilism: Philosophies of Nothing & the Difference of Theology, Conor Cunningham. London: Routledge, 2002 - (ISBN 0-415-27694-2)
- Speech and Theology: Language and the Logic of Incarnation, James K. A. Smith. London: Routledge, 2002 - (ISBN 0-415-27696-9)
- Augustine and Modernity, Michael Hanby. London: Routledge, 2003 - (ISBN 0-415-28469-4)
- Being Reconciled: Ontology and Pardon, John Milbank. London: Routledge, 2003 - (ISBN 0-415-30525-X)
- Culture and the Thomist Tradition: After Vatican II, Tracey Rowland. London: Routledge, 2003 - (ISBN 0-415-30527-6)
- Truth in the Making: Knowledge and Creation in Modern Philosophy and Theology, Robert Miner. London: Routledge, 2003 - (ISBN 0-415-27698-5)
- Philosophy, God and Motion, Simon Oliver. London: Routledge, 2005 - (ISBN 0-415-36045-5)
- The Possibility of Christian Philosophy: Maurice Blondel at the Intersection of Theology and Philosophy, Adam C. English. London: Routledge, 2007 - (ISBN 0-415-77041-6)
- The Radical Orthodoxy Reader, John Milbank, Simon Oliver (eds). London: Routledge, 2009 - (ISBN 0-415-42513-1)